# Какова длина побережья Великобритании?
«Какова длина побережья Великобритании? Статистическое самоподобие и фрактальная размерность» (англ. How Long Is the Coast of Britain? Statistical Self-Similarity and Fractional Dimension) — статья французско-американского математика Бенуа Мандельброта, впервые опубликованная в журнале Science в 1967 году. В этой статье Мандельброт рассматривает самоподобные кривые, которые имеют размерность Хаусдорфа между 1 и 2. Эти кривые представляют собой фракталы, хотя сам термин «фрактал» Мандельброт ввёл в употребление лишь в 1975 году. Статья Мандельброта является одной из первых его публикаций по тематике фракталов.

## Содержание
Статья рассматривает парадокс береговой линии — свойство береговой линии, заключающееся в том, что её длина зависит от способа её измерения. Если оценка длины границы или береговой линии осуществляется путём наложения N равных отрезков длиной l на карту, то эмпирические данные свидетельствуют о том, что чем меньше длина отрезка измерений, тем больше становится конечная измеряемая длина. При этом в случае стремления длины отрезка измерений к нулю значение длины береговой линии возрастает до бесконечности. Таким образом, говорить о длине береговой линии в привычном понимании бессмысленно, нужны какие-то другие средства количественной оценки береговых линий. Мандельброт рассматривает эмпирический закон, выведенный Льюисом Ричардсоном, который отметил, что измеренная длина L(G) различных географических границ является функцией шкалы измерения G. Собрав эмпирические данные из нескольких различных примеров, Ричардсон высказал предположение, что L(G) может быть аппроксимирована функцией вида
{\displaystyle L(G)=MG^{1-D}}
где M является положительной константой, а D является константой, называемой размерностью, большей или равной 1. При этом береговая линия, если она выглядит гладкой, должна иметь размерность, близкую к 1, а чем более изрезанной она является, то тем ближе её размерность к значению 2. Ричардсон приводит в своих исследованиях в качестве примера размерность 1,02 для побережья Южной Африки и 1,25 — для западного побережья Великобритании.
Далее Мандельброт описывает различные математические кривые, связанные со снежинкой Коха, которые определяются как строго самоподобные. Мандельброт показывает, как вычислить размерность Хаусдорфа для кривых, имеющих размерность между 1 и 2 (а также упоминает, но без подробностей, заполняющую пространство кривую Пеано, которая имеет размерность ровно 2). Он отмечает, что аппроксимация длины кривых через отрезки длины G имеет вид {\displaystyle G^{1-D}}, аналогично закономерности, выведенной Ричардсоном. При этом Мандельброт не утверждает, что любая береговая линия или географическая граница на самом деле имеют дробную размерность. Вместо этого он отмечает, что эмпирический закон Ричардсона совместим с идеей, что географические кривые, такие как береговые линии, могут быть смоделированы с помощью случайных самоподобных фигур дробной размерности.
В конце статьи Мандельброт кратко упоминает, как можно было бы подойти к изучению фракталоподобных объектов в природе, которые являются главным образом случайными. Для этого он определяет статистически самоподобные фигуры и отмечает, что они встречаются в природе.
Статья Мандельброта является отправной точкой в цикле его работ по теории фракталов.